# ケイ化ウラン
ケイ化ウランはウランとケイ素の化合物で、現在核燃料として広く使われている 二酸化ウラン (UO2) を代替する材料として注目されている。二ケイ化ウラン USi2 または二ケイ化三ウラン U3Si2 が検討されている。特に二ケイ化三ウランは二酸化ウランと比べてウランの割合および熱伝導率が高いという利点がある。このため、一度の燃料装荷でより多くのエネルギーが得られるだけでなく、冷却材喪失事故 (LOCA) のような過酷事故においても燃料棒の温度が上がりにくく、炉心溶融に至るまでに対応する時間を稼ぐことができる。
ケイ化ウランや窒化ウラン、あるいはそれ以外の高熱伝導率ウラン化合物は、米国エネルギー省が要求する事故耐性燃料 (Accident Tolerant Fuel、ATF) を実現するための必須要素である。これは、現在燃料被覆管に用いられているジルカロイよりも高い熱伝導率を示す代替材の開発に目処が立たないためである。例えば、炭化ケイ素繊維強化炭化ケイ素複合材 (SiC-SiC CMC) はジルカロイよりも優れた物性を持つが、熱伝導率はジルカロイの1/5 (炭化ケイ素繊維の製法などにより変動あり) 程度に過ぎない。このため、SiC-SiC CMC製燃料被覆管を従来の UO2 燃料と組み合わせる場合、燃料温度が従来と同じになるよう出力を下げるか、事故時の対応時間が短くなることを承知で従来と同じ出力とし、燃料温度が高くなるのを許容するかのどちらかとなる。これに対し、UO2の約5倍の熱伝導率を示す U3Si2 を燃料に用いれば、UO2  燃料と同じ燃料温度でやや多い出力が得られ、しかも事故時の対応時間をより長く確保できる。
米国エネルギー省が主導する事故耐性燃料 (ATF) 開発において、ウェスチングハウスが二ケイ化三ウランを用いた次世代燃料 EnCore の実用化を進めている。

## 二酸化ウランとの比較
以下の表はウェスチングハウスの EnCore 製品ブローシャおよび米国特許#8,293,151公報による。
| 指標                       | UO2   | U3Si2 | 改善率 |
| -------------------------- | ----- | ----- | ------ |
| 密度 (g/cm3)               | 10.96 | 12.2  | -      |
| ウラン含有量 (g/cm3)       | 9.66  | 11.3  | 17%    |
| 熱伝導率 (W/cm/°C)         | 0.032 | 0.209 | 550%   |
| 中心融解熱量 (KW/ft)       | 22.5  | 94    | 318%   |
| 燃料サイクルコスト ($/MWh) | $9.21 | $8.87 | -3.6%  |

## 関連書籍
- Brown, Allan; J. J. Norreys (1961). “Uranium Disilicide”. Nature 191 (4783):  61–62. Bibcode: 1961Natur.191...61B. doi:10.1038/191061a0. ISSN 0028-0836.
- Sasa, Yoshihiko; Masayuki Uda (1976). “Structure of stoichiometric USi2”. Journal of Solid State Chemistry 18 (1):  63–68. Bibcode: 1976JSSCh..18...63S. doi:10.1016/0022-4596(76)90079-7. ISSN 0022-4596.
- Brown, A.; J. J. Norreys (1959). “Beta-Polymorphs of Uranium and Thorium Disilicides”. Nature 183 (4662):  673–673. Bibcode: 1959Natur.183..673B. doi:10.1038/183673a0. ISSN 0028-0836.
- http://www.rertr.anl.gov/Web1999/Abstracts/18suripto99.html